# Saint-Martin-de-Valamas

Saint-Martin-de-Valamas este o comună în departamentul Ardèche din sud-estul Franței. În 1 ianuarie 2022 avea o populație de 1.084 de locuitori.